# 三氟乙酰胺
三氟乙酰胺是乙酰胺对应的全氟化合物，化学式 CF3CONH2。

## 制备
三氟乙酰胺可以由三氟乙酸甲酯或三氟乙酸乙酯和氨反应而成，也可以从1,1,1-三氯-2,2,2-三氟乙烷 (CFC-113a)开始合成。

## 性质
三氟乙酰胺是一种可溶于水的米色固体。